# Retornados

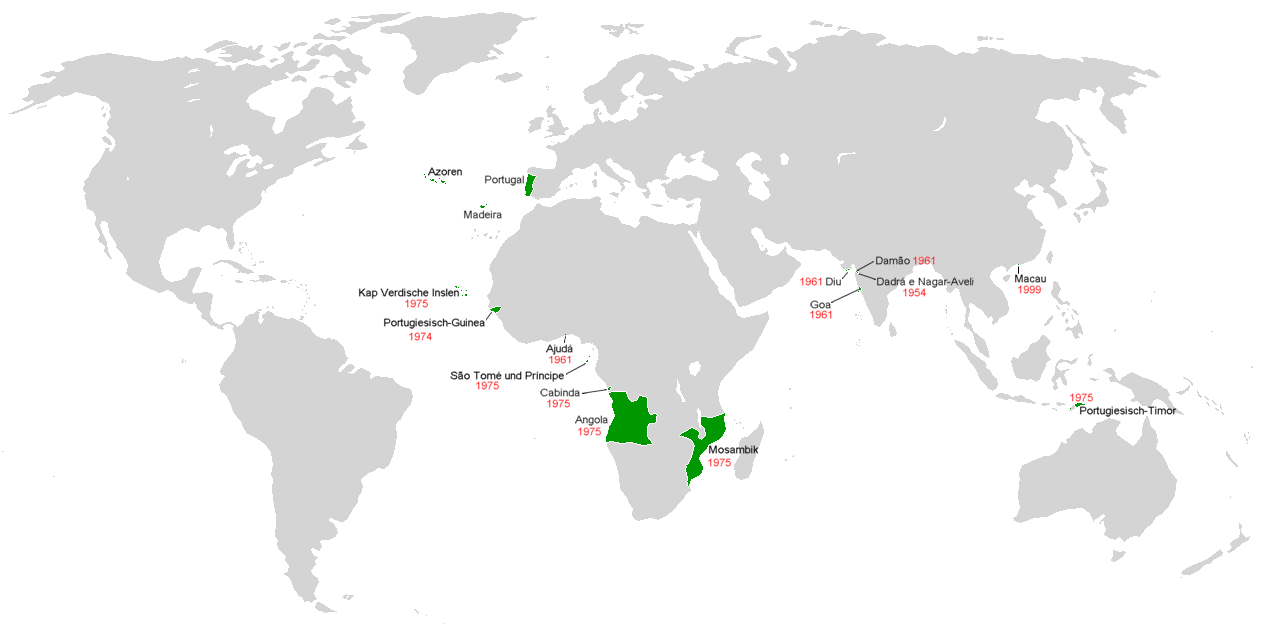
Antigas províncias ultramarinas portuguesas.

Retornados é a designação dada aos cidadãos portugueses que, entre a revolução do 25 de Abril de 1974 incentivada pelo MFA e 1976, após a Descolonização portuguesa de África e a respectiva independência das colónias dos Países Africanos de Língua Oficial Portuguesa (Cabo Verde, Guiné-Bissau, São Tomé e Príncipe e, em especial, Angola e Moçambique) com o fim do Império Português tiveram de voltar para Portugal. Apesar de a designação retornados evocar regresso, muitos retornados portugueses nasceram nas antigas colónias e alguns teriam mesmo a família lá há várias gerações.
O regresso deste número elevado de pessoas transformou a sociedade portuguesa de uma forma profunda. Desta forma, contribuiu para a modernização de aldeias e cidades de todo o país, o fornecimento de peritos nas áreas da Saúde e Educação, o lançamento de novos negócios, transformação da rádio e televisão e a liberalização de costumes.

## Conceito
No período colonial os habitantes não-indígenas eram designados por colonos, brancos, comunidade branca ou população de origem europeia. Após a Revolução passaram a ser descritos por desalojados ou deslocados e, posteriormente, de repatriados e ‘retornados’. Esta última categorização perdurou até hoje, apesar de ser mal recebida por conter uma conotação pejorativa e estigmatizante. Em alternativa ao termo que se tornaria um estereótipo negativo, muitos reclamaram a condição de apátridas, deslocados ou desalojados de guerra.

## História
Entre maio de 1974 e novembro de 1975 terão saído de Angola para Portugal mais de 300 mil pessoas e 160 mil de Moçambique para Portugal. Muitos portugueses migraram para outros destinos, como a África do Sul, Rodésia, Índia, Brasil, Paquistão, Venezuela, etc.
Cerca de 100 500 militares regressaram, em cerca de um ano, a Portugal.

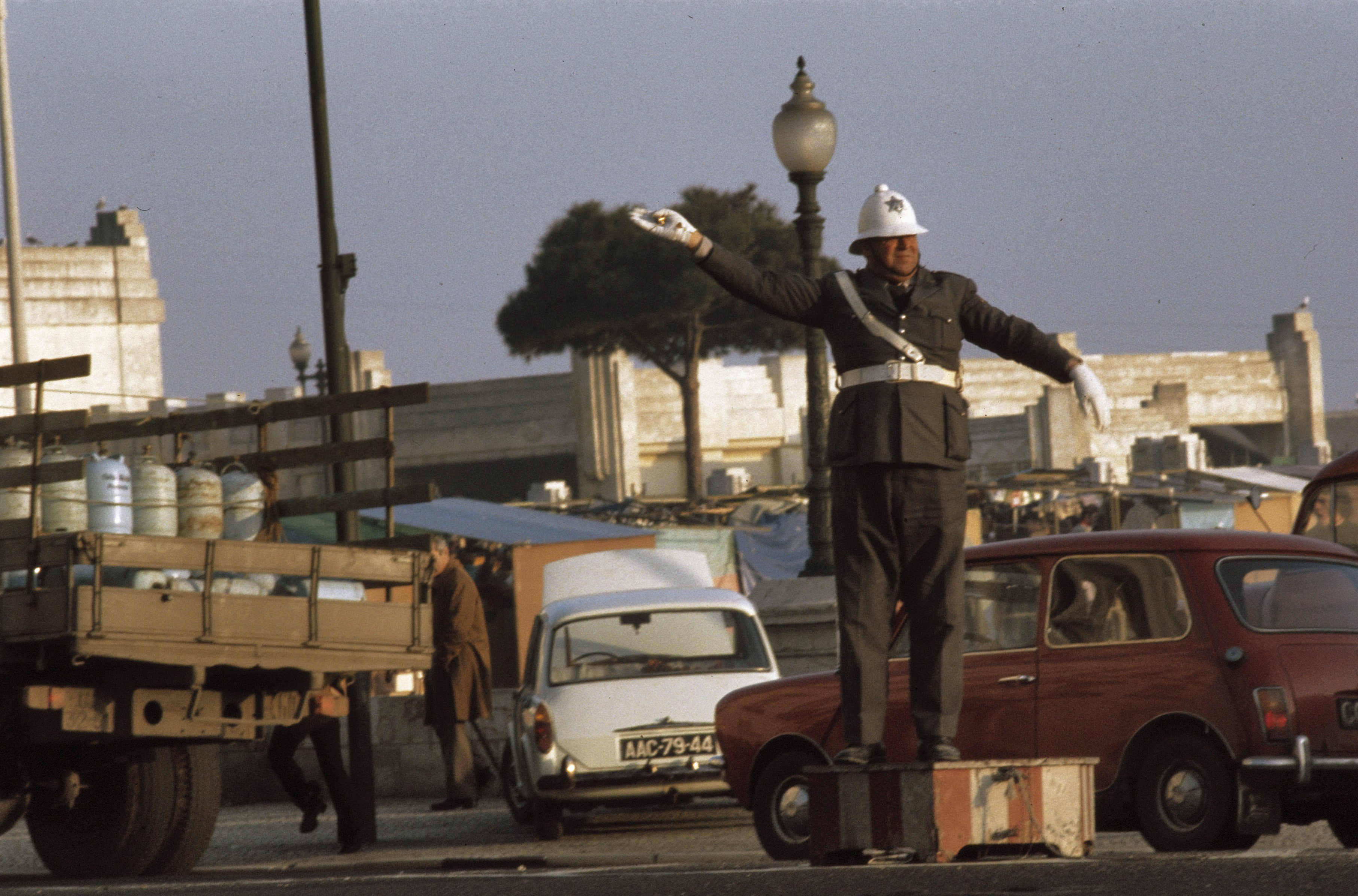
Estação Fluvial Sul e Sueste em 1975, durante a crise dos retornados.

Muitos portugueses regressaram de barco, trazendo milhares de caixotes que ficavam espalhados pela cidade de Lisboa, no Porto de Alcântara. As pessoas ficavam albergadas em pensões e hotéis pagos pelo Instituto de Apoio ao Retorno de Nacionais, no Inatel da Costa da Caparica ou na cadeia do Forte de Peniche.
A  maioria dirigiu-se às zonas de origem familiar, beneficiando do amparo familiar e comunitário. Os que não tinham rede de apoio ficaram instalados em edifícios estatais (INATEL, instalações militares, parques de campismo municipais, etc.) e em pensões e hotéis, a expensas do Estado, incluindo os de 4 e 5 estrelas, especialmente em Lisboa e no Porto.
As pontes aéreas permitiram o regresso de um número elevado de pessoas, quase 174 000 ultramarinos, nomeadamente entre Lisboa e Luanda e Luanda e Porto.
Instalados em Portugal, muitos retornados viveram situações dramáticas, ao nível da falta de assistência médica, emprego, habitação e muita burocracia para obtenção de documentos de identificação, cartas de condução, etc. Por exemplo, os retornados de Angola tiveram problemas associados às dificuldades de conversão da moeda angolana para portuguesa, chegando mesmo a ocupar o Banco de Angola. Existiu ainda dificuldade no pagamento de pensões de aposentação dos funcionários das colónias.
Muitas entidades estrangeiras procuraram prestar auxílio aos retornados, nomeadamente a Cruz Vermelha Internacional, a ONU, embaixada dos EUA em Lisboa (Frank Carlucci), governo do Canadá, etc.

## Influência

### Cinema
Os retornados das colónias portuguesas africanas foram objeto de um tratamento nos seguintes filmes:
- Os Demónios de Alcácer Quibir (1977);
- Um Adeus Português (1985);
- Matar Saudades (1988);
- Non, ou a Vã Glória de Mandar (1990);

e nos documentários:
- Adeus, até ao Meu Regresso (1974);
- O Fim do Colonialismo (1976);
- Retornados - Instrumentos e Vítimas (1981);
- Retornados ou os Restos do Império (2002).

### Televisão
- Série Depois do Adeus (2013).

### Literatura
Apesar de prevalecer a ideia do vazio editorial sobre a questão dos retornados, existem diversos livros relevantes:
- Caderno de Memórias Coloniais (2009) e A Gorda  (2016) de Isabela Figueiredo
- O Retorno (2011), de Dulce Maria Cardoso
- Retornados, Desalojados, Expoliados - a tragédia nacional dos retornados, portugueses expulsos de Angola (1976) de António Pires
- Retornar (1976) de Modesto Navarro
- A Sombra dos Dias 1981) de Guilherme de Melo
- Percursos: do luachismo ao luena (1981) de Wanda Ramos
- Rudolfo (1985) de Olga Gonçalves
- O Cavaleiro Andante (1983) de Almeida Faria
- De Passo Trocado de Carlos Vaz Ferraz
- As Naus (1988) de António Lobo Antunes
- A Casa da Tinta (1992) de João dos Reis
- Tocata para Dois Clarins (1992) de Mário Cláudio
- Angola: No entretanto do tempo (1994) de Maria Filomena Cabral
- O Monhé das Cobras (1997) de Rui Knopfli